# Darian Caine
Pour les articles homonymes, voir Caine.
Darian Caine est une actrice américaine née le 24 octobre 1973 à Amherst au Massachusetts.

Elle joue principalement dans des films d'horreur et des films érotiques lesbiens.

## Filmographie
- 1998 : Girl Explores Girl: The Alien Encounter
- 1999 : The Seven Spiritual Laws of Sex
- 2000 : The Erotic Witch Project
- 2000 : Erotic Witch Project 2: Book of Seduction
- 2000 : Mistress Frankenstein
- 2000 : Daughters of Darkness
- 2001 : Gladiator Eroticvs: The Lesbian Warriors
- 2001 : The Erotic Ghost
- 2001 : Erotic Survivor
- 2001 : The Sexy Sixth Sense
- 2001 : Witchbabe: The Erotic Witch Project 3
- 2002 : Pleasures of a Woman
- 2002 : My Vampire Lover
- 2002 : Les Chic 2: The King of Sex
- 2002 : Darian's Naughty Webcam
- 2002 : Mummy Raider
- 2002 : La Playmate des singes (Play-Mate of the Apes)
- 2002 : The Erotic Mirror
- 2002 : Affliction: My Unbearable Burden of Self Important Pleasure
- 2002 : Roxanna
- 2002 : Vampire Queen
- 2002 : Liars 2: Fit to Kill
- 2002 : Vampire Obsession
- 2002 : Satan's School for Lust
- 2003 : Sexy American Idle
- 2003 : Confessions of a Natural Beauty
- 2003 : April Flowers: International Girl of Sexy
- 2003 : Nikos the Impaler
- 2003 : The Lord of the G-Strings: The Femaleship of the String
- 2003 : Lustful Addiction
- 2003 : Vampire Vixens
- 2003 : Spiderbabe
- 2003 : Sexual Confessions
- 2004 : Orgasm Torture in Satan's Rape Clinic
- 2004 : Nasty Art 1: Sexual Strokes
- 2004 : Kinky Casting Couch
- 2004 : And Then They Were Dead…
- 2004 : Lust for Dracula
- 2004 : Sexy Adventures of Van Helsing
- 2004 : The Erotic Diary of Misty Mundae
- 2004 : The Seduction of Misty Mundae
- 2005 : Lust in Space: The Erotic Witch Project IV
- 2006 : An Erotic Werewolf in London
- 2006 : Apartment of Erotic Horror
- 2006 : Kinky Kong
- 2006 : Curse of the Wolf
- 2007 : Topless Tapioca Wrestling
- 2007 : Sex Hex
- 2007 : Darian Caine Exposed
- 2007 : Fist of the Vampire
- 2007 : Chantal
- 2008 : Cloak & Shag Her
- 2008 : Secret Desires
- 2008 : Forbidden Desires
- 2008 : Naughty Novelist : Darian
- 2008 : The Insatiable IronBabe : Ogby Stain
- 2009 : Batbabe: The Dark Nightie : Wendy Wane / BatBabe
- 2009 : Warriors of the Apocalypse : Luca
- 2011 : Hot Naked Sex & the City (téléfilm)
- 2011 : Ninja: Prophecy of Death : la chef des Ninjas
- 2011 : Lustful Illusions : Tina
- 2012 : The Death Hours : Susan
- 2012 : Pillow Pals in a Porno Party
- 2014 : Catch of the Day : Vicky
- 2014 : Beaster Day: Here Comes Peter Cottonhell
- 2014 : The Devil's Show